# Championnat du Luxembourg de football 1963-1964
Navigation
Saison précédente Saison suivante
La saison 1963-1964 du Championnat du Luxembourg de football était la 50e édition du championnat de première division au Luxembourg. Les douze meilleurs clubs du pays se retrouvent au sein d'une poule unique, la Division Nationale, où ils s'affrontent deux fois, à domicile et à l'extérieur. À l'issue du championnat, les deux derniers du classement sont relégués et remplacés par les deux meilleurs clubs de Division d'Honneur, la deuxième division luxembourgeoise.
C'est le club de l'Aris Bonnevoie qui termine en tête du classement final, en devançant de deux points l'Union Luxembourg et de trois le Stade Dudelange. Il s'agit du tout premier titre de champion de l'histoire du club. Le tenant du titre, le club de la Jeunesse d'Esch, ne termine qu'à la 5e place, à 8 points de l'Aris, qui échoue dans sa tentative de doublé en s'inclinant en finale de la Coupe du Luxembourg face au club de l'Union Luxembourg.

## Les 12 clubs participants
| - Stade Dudelange - Progrès Niedercorn - Promu de Division d'Honneur - Red Boys Differdange - Avenir Beggen - CA Spora Luxembourg - Aris Bonnevoie | - AS La Jeunesse d'Esch - Union Luxembourg - US Dudelange - National Schifflange - Jeunesse Wasserbillig - Promu de Division d'Honneur - Alliance Dudelange |

## Compétition

### Classement
Le barème utilisé pour établir le classement est le suivant :
- Victoire : 2 points
- Match nul : 1 point
- Défaite : 0 point

| Rang | Équipe                    | Pts | J  | G  | N | P  | Bp | Bc | Diff |
| ---- | ------------------------- | --- | -- | -- | - | -- | -- | -- | ---- |
| 1    | Aris Bonnevoie            | 33  | 22 | 15 | 3 | 4  | 55 | 22 | +33  |
| 2    | Union Luxembourg (C)      | 31  | 22 | 13 | 5 | 4  | 61 | 31 | +30  |
| 3    | Stade Dudelange           | 30  | 22 | 13 | 4 | 5  | 57 | 32 | +25  |
| 4    | Red Boys Differdange      | 26  | 22 | 11 | 4 | 7  | 32 | 27 | +5   |
| 5    | Jeunesse d'Esch (T)       | 25  | 22 | 11 | 3 | 8  | 38 | 30 | +8   |
| 6    | CA Spora Luxembourg       | 24  | 22 | 10 | 4 | 8  | 43 | 33 | +10  |
| 7    | Jeunesse Wasserbillig (P) | 23  | 22 | 9  | 5 | 8  | 40 | 36 | +4   |
| 8    | Alliance Dudelange        | 17  | 22 | 6  | 5 | 11 | 40 | 50 | -10  |
| 9    | US Dudelange              | 17  | 22 | 7  | 3 | 12 | 33 | 46 | -13  |
| 10   | National Schifflange      | 15  | 22 | 5  | 5 | 12 | 29 | 55 | -26  |
| 11   | Progrès Niedercorn (P)    | 12  | 22 | 4  | 4 | 14 | 21 | 57 | -36  |
| 12   | Avenir Beggen             | 11  | 22 | 4  | 3 | 15 | 34 | 64 | -30  |

|  | Qualification pour la Coupe d'Europe des clubs champions 1964-1965                           |
|  | Qualification pour la Coupe des Coupes 1964-1965                                             |
|  | Qualification pour la Coupe des villes de foires 1964-1965                                   |
|  | Relégation en Division d'Honneur                                                             |
|  | (T) Tenant du titre (C) Vainqueur de la Coupe du Luxembourg (P) : Promu de deuxième division |

## Bilan de la saison
| Championnat du Luxembourg de football 1963-1964 |                            |
| Champion                                        | Aris Bonnevoie (1er titre) |
| Coupes et trophées                              |                            |
| Vainqueur de la Coupe du Luxembourg 1963-1964   | Union Luxembourg           |
| Qualifications continentales                    |                            |
| Coupe d'Europe des clubs champions 1964-1965    | Aris Bonnevoie             |
| Coupe des Coupes 1964-1965                      | Union Luxembourg           |
| Coupe des villes de foires 1964-1965            | CA Spora Luxembourg        |
| Promotions et relégations                       |                            |
| Promus en Division Nationale                    | Rapid Neudorf              |
| Promus en Division Nationale                    | US Rumelange               |
| Relégués en Division d'Honneur                  | Progrès Niedercorn         |
| Relégués en Division d'Honneur                  | Avenir Beggen              |